# Joël Magnin
Joël Magnin (Neuchâtel, 31 mei 1971) is een Zwitsers voormalig voetballer en voetbalcoach, hij speelde als middenvelder.

## Carrière
Magnin speelde van 1992 tot in 1999 bij Grasshopper, in 1996 werd hij kort uitgeleend aan FC Lugano. Hij won met Grasshopper drie keer het landskampioenschap in 1995, 1996 en in 1998; de beker won hij in 1994.
In 1999 vertrekt hij naar FC Lugano waar blijft spelen tot in 2002, waarna hij een contract tekent bij BSC Young Boys. In 2007 hangt hij zijn voetbalschoenen aan de haak.
In 2001 maakt hij zijn debuut voor Zwitserland maar het zou bij deze ene interland blijven.
Sinds 2008 was hij jeugdcoach en kort assistent bij BSC Young Boys, maar in 2019 werd hij hoofdtrainer van Neuchâtel Xamax.

## Erelijst
- Grasshopper
  - Landskampioen: 1995, 1996, 1998
  - Zwitserse voetbalbeker: 1994